# Jaime Santos Latasa
Jaime Santos Latasa   (Sant Sebastià, 3 de juliol de 1996) és un jugador d'escacs lleonès, que té el títol de Gran Mestre Internacional des de 2018.
A la llista d'Elo de la FIDE del gener del 2023, hi tenia un Elo de 2657 punts, cosa que en feia el jugador número 4 (en actiu) de l'estat espanyol, i el número 88 del rànquing mundial. El seu màxim Elo va ser de 2675 punts, a la llista del juliol de 2022.

## Resultats destacats en competició
Entrenat pel lleonès Marcelino Sión, Santos va obtenir el títol de Mestre de la FIDE el 2011 i el de Mestre Internacional l'agost de 2013. Fou campió d'Espanya Sub-10 el 2006, Campió d'Espanya sub-12 el 2008 i Campió d'Espanya sub-14 el 2010. Fou 19è a l'Obert de Sant Sebastià de 2009. El 2012 fou Campió d'Espanya sub-16, a Salobreña.
El desembre de 2013, va competir a la categoria sub-18 oberta del Campionat del món juvenil a Al Ain, on hi va fer 7½/11 punts i hi acabà en desè lloc. Empatà al 3r-4t lloc al Campionat d'Europa sub-18 de 2014.
L'abril de 2015 va vèncer a l'Obert de Granada, ex aequo amb el GM José Carlos Ibarra, i hi va obtenir la seva primera norma de GM.
El gener de 2017 va vèncer a l'Obert d'escacs de Sevilla.
El 2018 aconseguí la seva darrera norma de GM a l'Obert d'escacs Sunway de Sitges, on va acabar 9è, amb 6.5 punts de 9.
El maig de 2018 va vèncer al VIIè Obert de Llucmajor.
El novembre de 2019 fou cinquè al campionat d'Espanya absolut a Marbella (el campió fou Aleksei Xírov).
El setembre de 2020 empatà al primer lloc al Campionat d'Espanya a Linares, però fou superat al desempat pel campió, David Antón. L'agost de 2021 fou subcampió al campionat d'Espanya (el campió fou Eduardo Iturrizaga).
El 18 de desembre de 2022 Santos va guanyar el Campionat d'Europa d'escacs ràpids a Katowice amb una puntuació de 9,5 sobre 11 punts, per sobre de David Navara i Daniel Fridman.